# Melithaeidae
Melithaeidae é uma família de corais da ordem Malacalcyonacea. Inclui apenas o gênero Melithaea.